# Paradoxornis
Paradoxornis is een geslacht van zangvogels. Deze vogels zijn ondergebracht in een eigen familie, de Paradoxornithidae (diksnavelmezen).  De wetenschappelijke naam van het geslacht is voor het eerst geldig gepubliceerd in 1836 door Gould.

## Soorten
De volgende soorten zijn bij het geslacht ingedeeld:
- Paradoxornis heudei     – Heudes diksnavelmees
- Paradoxornis flavirostris  – Zwartkeeldiksnavelmees
- Paradoxornis guttaticollis  – Schubborstdiksnavelmees
- Paradoxornis aemodius   – Grote diksnavelmees
- Paradoxornis unicolor   – Bruine diksnavelmees
- Paradoxornis paradoxus  – Drieteendiksnavelmees
- Paradoxornis gularis    – Grijskopdiksnavelmees
- Paradoxornis margaritae – Zwartkruindiksnavelmees
- Paradoxornis ruficeps   – Roodkopdiksnavelmees
- Paradoxornis bakeri     – Bakers diksnavelmees